# Geometrisk fördelning

Geometriska fördelningar

Geometriska fördelningen är en diskret sannolikhetsfördelning. Den är sannolikhetsfördelningen för antalet Bernoulliförsök som måste göras innan försöket lyckas, då varje försök lyckas med sannolikheten p. En geometrisk fördelning har sannolikhetsfunktionen
{\displaystyle P(X=n)=(1-p)^{n}p}
för {\displaystyle n=0,1,2\dots } och har kodbeteckningen {\displaystyle X\in {\text{Ge}}(p)}.
Väntevärdet för en geometriskt fördelad stokastisk variabel är (1 - p)/p och variansen är (1 − p)/p2.
Det är det specialfall av negativ binomialfördelning i vilket r = 1. Liksom den kontinuerliga motsvarigheten (exponentialfördelningen), är den geometriska fördelningen "minneslös"; det är den enda diskreta fördelningen som är minneslös.

## För-första-gången-fördelning
En variant på geometrisk fördelning är för-första-gången-fördelning som har sannolikhetsfunktionen
{\displaystyle P(X=n)=(1-p)^{n-1}p}
för {\displaystyle n=1,2,3\dots } och har kodbeteckningen {\displaystyle X\in {\text{ffg}}(p)}.
Väntevärdet för en ffg-fördelad stokastisk variabel är 1/p och variansen är (1 − p)/p2.
Denna fördelning används till exempel vid X = "Antal kast till och med första sexan" (med en perfekt tärning), som ger {\displaystyle X\in {\text{ffg}}(1/6)}. Sannolikheten att få en sexa på andra kastet blir då
{\displaystyle P(X=2)=\left(1-{\frac {1}{6}}\right)^{2-1}{\frac {1}{6}}={\frac {5}{6}}\cdot {\frac {1}{6}}={\frac {5}{36}}=0.13888\dots }.
Skillnaden mot geometrisk fördelning är att ffg anger sannolikheten att kast n är en sexa, medan den geometriska fördelningen ger sannolikheten för hur många misslyckade kast man gör innan man får en sexa.